# اژدهادل: شروعی تازه
اژدهادل: شروعی تازه (انگلیسی: Dragonheart: A New Beginning) یک فیلم ویدئویی در ژانر فانتزی، اکشن و فیلم ماجراجویانه به کارگردانی داگ لفلر است که در سال ۲۰۰۰ منتشر شد. از بازیگران آن می‌توان به رابی بنسون و کریستوفر مسترسن اشاره کرد. این فیلم دنباله‌ای بر فیلم اژدهادل (۱۹۹۶) محسوب می‌شود.

## داستان
هنگامی که جف، یک پسر بچه یتیم، دریک، آخرین اژدهای زنده در جهان را کشف می‌کند، متوجه می‌شود که رؤیای او برای تبدیل شدن به یک شوالیه دور از دسترس نیست.